# Le Noyer (Savoie)
Le Noyer település Franciaországban, Savoie megyében. Lakosainak száma 220 fő (2022. január 1.). Le Noyer Aillon-le-Vieux, Les Déserts, Lescheraines és Saint-François-de-Sales községekkel határos.

## Népesség
A település népességének változása:
| Lakosok száma | 211  | 213  | 218  | 214  | 214  | 213  | 211  | 211  | 220  |
|               | 2013 | 2015 | 2016 | 2017 | 2018 | 2019 | 2020 | 2021 | 2022 |